# Posa
Posa (francès Pouze) és un municipi francès situat al departament de l'Alta Garona, a la regió Occitània.